# 穆拉爾托

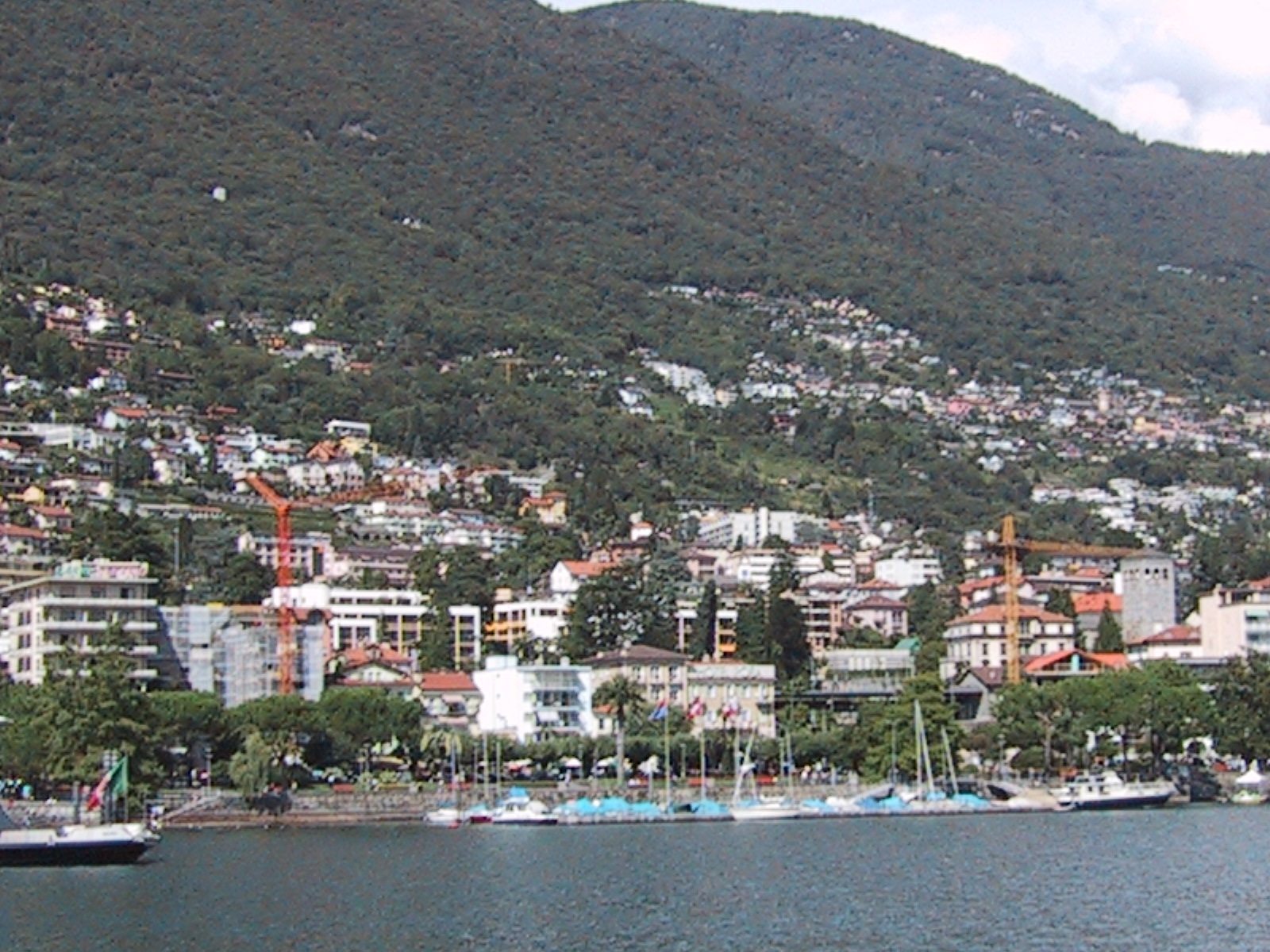

穆拉爾托是瑞士的城鎮，位於該國南部，由提契諾州負責管轄，面積0.6平方公里，海拔高度207米，2011年人口2,797，六成半人口信奉羅馬天主教，人口密度每平方公里0.46万人。

## 外部連結
- Official website （页面存档备份，存于） （意大利文）